# Мейер, Рой
Рой Мейер (нидерл. Roy Meyer, род. 4 июня 1991, Бреда, Северный Брабант) — нидерландский дзюдоист, призёр чемпионатов Европы и мира, участник летних Олимпийских игр 2016 года.

## Биография
Родился в 1991 году в Бреде. 
Участник летних Олимпийских игр 2016 года в Рио-де-Жанейро (уступил в четвертьфинале). 
На чемпионате Европы в 2017 году в Варшаве завоевал бронзовую медаль. 
На предолимпийском чемпионате мира 2019 года, который проходил в Токио, завоевал бронзовую медаль, переиграв в поединке за третье место соперника из Грузии Гурама Тушишвили.
На чемпионате мира 2021 года, который проходил в июне 2021 года Будапеште в Венгрии, Рой завоевал бронзовую медаль в весовой категории свыше 100 кг, победив в схватке за третьем место бразильского спортсмена Рафаэла Силву.